# Pierre-Auguste Renoir
Pierre-Auguste Renoir (pronunciación en francés: /pjɛʁ oɡyst ʁənwaʁ/; Limoges, Alto Vienne; 25 de febrero de 1841-Cagnes-sur-Mer, Alpes Marítimos; 3 de diciembre de 1919) fue un pintor francés impresionista, que en la segunda parte de su carrera se interesó por la pintura de cuerpos femeninos en paisajes, inspirados a menudo en pinturas clásicas renacentistas y barrocas.
Renoir ofrece una interpretación más sensual del impresionismo, más inclinada a lo ornamental y a la belleza. No suele incidir en lo más áspero de la vida moderna, como a veces hicieron Manet o Van Gogh. Mantuvo siempre un pie en la tradición; se puso en relación con los pintores del siglo XVIII que mostraban la sociedad galante del Rococó, como Watteau.
En sus creaciones muestra la alegría de vivir, incluso cuando los protagonistas son trabajadores. Siempre son personajes que se divierten, en una naturaleza agradable. Se le puede emparentar por ello con Henri Matisse, a pesar de sus estilos distintos. Trató temas de flores, escenas dulces de niños y mujeres y sobre todo el desnudo femenino, que recuerda a Rubens por las formas gruesas. En cuanto a su estilo y técnica se nota en él un fuerte influjo de Corot.
Renoir posee una vibrante y luminosa paleta que hace de él un impresionista muy especial. El palco, El columpio, Baile en el Moulin de la Galette, Almuerzo de remeros y Las grandes bañistas son sus obras más representativas.

## Biografía

### Infancia
Nacido en el seno de una familia humilde, fue el sexto de los siete hijos del sastre Léonard Renoir y la costurera Marguerite Merlet. En 1844, los Renoir se trasladaron a París, en donde el padre esperaba mejorar su situación económica. En 1848, comenzó a asistir a una escuela religiosa dirigida por los Hermanos de las Escuelas Cristianas. Dada su gran habilidad para el solfeo, sus maestros lo incluyeron en la coral de jóvenes varones de la iglesia de Saint-Eustache, dirigida por el compositor Charles Gounod. En 1854, abandonó sus estudios en la escuela y fue enviado al taller de los hermanos Lévy con el fin de que aprendiera sobre el arte de la pintura en porcelana. Según Edmond Renoir, su hermano menor, su deseo de forjar una carrera artística era ya apreciable desde su niñez, cuando Auguste dibujaba sobre las paredes con trozos de carbón. El aprendiz fue tomando el gusto al oficio: al finalizar el día, cargando un cartón más grande que él, acudía a cursos gratuitos de dibujo. Todo esto duró dos o tres años. Demostraba un rápido progreso y, tras unos meses de aprendizaje, se le confió la realización de trabajos regularmente asignados a los obreros experimentados, lo que le valió más de una burla. Émile Laporte, uno de los obreros de los Lévy, practicaba por gusto la pintura al óleo y le permitió al joven hacer uso de sus telas y sus colores. Después de examinar la primera pintura al óleo de Auguste Renoir en la modesta morada de los Renoir sobre la calle Argenteuil, Laporte aconsejó a sus padres que le permitieran estudiar el arte de la pintura, pues le auguraba un prometedor futuro como pintor. Auguste Renoir nunca vio un impedimento en sus orígenes humildes, y afirmaba que de haber nacido en un entorno de intelectuales, habría necesitado años para despojarse de sus ideas y lograr ver las cosas tal cual eran.
En el amplio patio del Louvre, de donde los Renoir no vivían lejos, el pequeño Auguste Renoir jugaba a policías y ladrones con otros chicos. Para él era completamente natural entrar en el antiguo palacio real convertido en célebre museo después de la Revolución, en donde con frecuencia ingresaba en las galerías de escultura antigua para permanecer allí durante horas. Sin embargo, las expediciones del pequeño Renoir no se limitaban a los alrededores del Louvre. Su sensación orgánica y casi física ―que se remontaba a su niñez― de formar parte de la ciudad dejará una huella en su trabajo artístico. Renoir veía belleza en las angostas calles del París medieval, en la abigarrada arquitectura gótica, en las vendedoras del mercado que nunca llevaban corsé, y por ello mismo sufría ante la destrucción del viejo París. Su infancia y juventud coincidieron con el comienzo de la era de la modernización y de las grandes reconstrucciones de la ciudad.

### Juventud
En 1858, a la edad de 17 años, pintaba abanicos y coloreaba escudos de armas para su hermano Henri, grabador heráldico. Probablemente en 1859, trabajó durante algún tiempo en la casa Gilbert, sobre la calle Bac, donde pintaba persianas de papel traslúcido que hacían las veces de vitrales en las rudimentarias capillas de los misioneros. Durante esos años, compró para uso profesional el material necesario para la pintura al óleo e hizo sus primeros retratos. Entre los archivos del Louvre, se conserva la autorización, con fecha de 1861, que le fue otorgada para copiar cuadros en las salas del museo. En 1862, Renoir aprobó el examen de ingreso a la Escuela de Bellas Artes. Al mismo tiempo, frecuentaba un taller libre en el que enseñaba Charles Gleyre, profesor de aquella institución.
Durante esta etapa, conoció en el taller de Gleyre a aquellos que serían sus mejores amigos y compañeros en el arte a lo largo de toda su vida. Allí se forjó una sólida amistad entre él, Claude Monet, Frédéric Bazille y Alfred Sisley, que a menudo iban a pintar juntos al aire libre en el bosque de Fontainebleau. Bazille sería el primero en convocar a sus compañeros a reunirse en un grupo. Sin embargo, esto no ocurrió sino hasta después de su muerte en combate durante la guerra franco-prusiana, de modo que el joven Bazille nunca tuvo la oportunidad de exponer junto al resto del grupo y recibir el título de «impresionista». Renoir contaba que había sido justamente él quien había llevado a Sisley al taller de su maestro, aunque es posible que no estuviera en lo cierto y que Sisley hubiese llegado allí por su cuenta. Renoir obtuvo sobresalientes resultados en los concursos obligatorios de dibujo, de perspectiva, de anatomía y de semejanza, lo que demostraba de modo irrefutable lo fructífero de sus años de trabajo en el taller de Gleyre.
El período de estudio con Gleyre no se prolongó demasiado. En 1863, todos los miembros del grupo se vieron obligados a dejar el taller debido a su cierre, aunque Jean Renoir, hijo de Auguste, estima que su padre debió abandonarlo incluso antes, puesto que no tenía dinero para pagar sus estudios. Comenzó entonces una etapa de pobreza, pero también de nuevos encuentros, descubrimientos en la pintura y nuevas amistades.

#### Delacroix y Manet: primeras influencias artísticas
A diferencia de algunos de sus amigos, que defendían el estudio a partir de la naturaleza, Renoir encontró una gran fuente de inspiración en el Louvre y particularmente en el trabajo de Eugène Delacroix. La muerte de Delacroix, en 1863, hizo comprender a la joven generación de artistas franceses la importancia que para ellos tenía la pintura del gran romántico. Renoir reconoció en el trabajo de Delacroix algo que le resultaba especialmente cercano.
En 1863, un importante acontecimiento sacudió la vida artística de la capital francesa. Por orden de Napoleón III, se abrió, al margen del Salón de París oficial, el Salón de los Rechazados, en donde Almuerzo sobre la hierba de Édouard Manet causó un gran impacto. A partir de entonces, su nombre se asoció con el concepto de arte moderno. A mediados de la década de 1860, Manet frecuentaba el Café Guerbois, sobre la calle Grande-des-Batignolles (actual avenida de Clichy). La presencia de Manet atrajo al Guerbois a artistas, escritores y críticos simpatizantes de las ideas del arte moderno. Hasta allí llegaron también Renoir y sus amigos, que habían abandonado la Margen Izquierda.

#### Vida cotidiana y primeras fuentes de inspiración

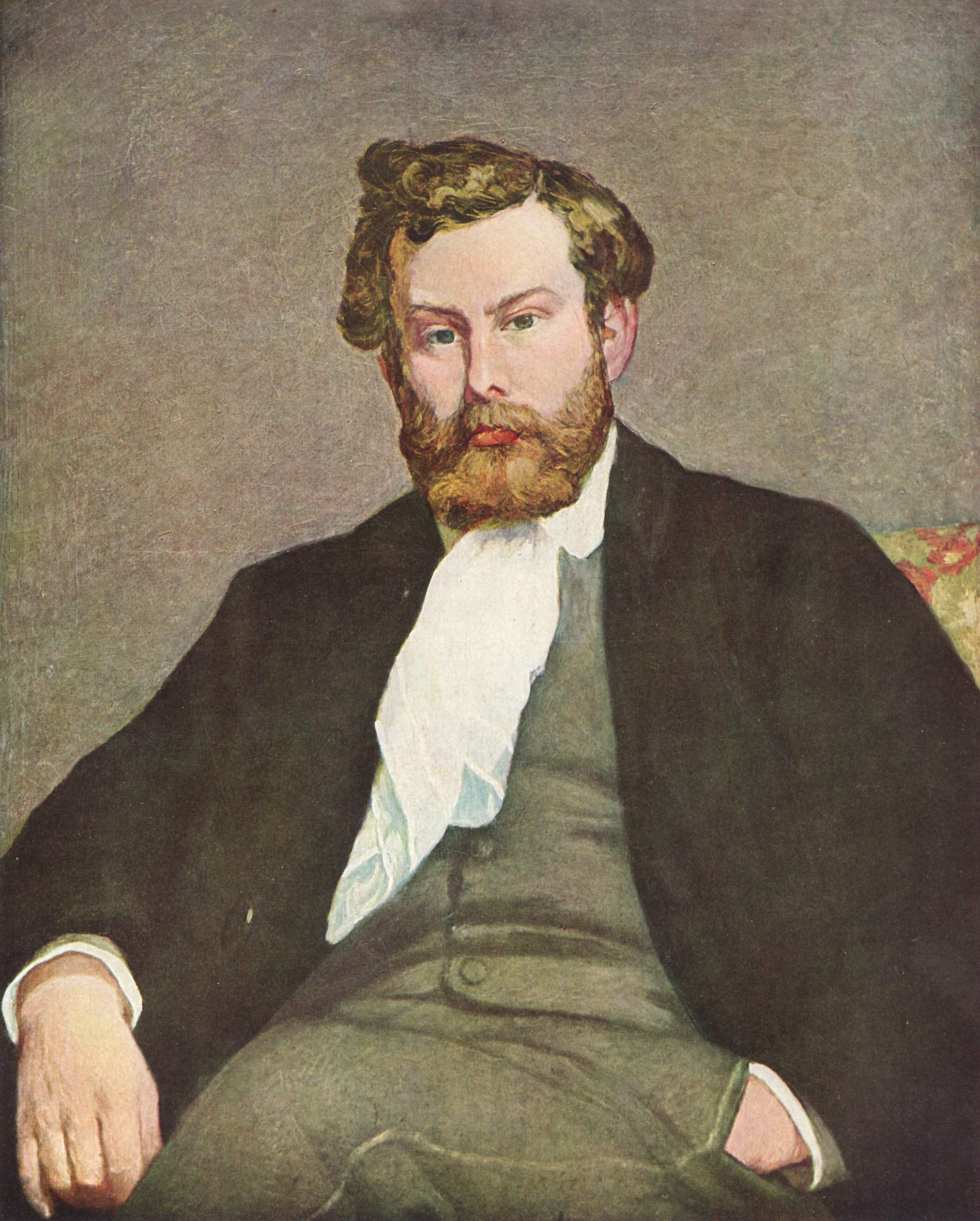
Retrato de Alfred Sisley (1868)

La vida en París no era fácil para el joven artista. A falta de dinero, la ayuda de sus amigos fue de gran importancia para Renoir, quien, sin vivienda estable, en ocasiones residía en la casa de Monet, en otras con Sisley. Bazille, de mejor posición económica que sus camaradas, arrendó un taller en el que pudieran trabajar todos juntos.
Por supuesto que en la región parisina de aquel entonces también podían encontrarse lugares para pintar al aire libre. Renoir no viajaba demasiado lejos puesto que carecía de los medios para hacerlo, pero en los alrededores de la capital francesa no escaseaban las fuentes de inspiración. Tanto es así que había sido allí, en torno al pueblo de Barbizon, que surgió la escuela pictórica del mismo nombre, de la que Renoir y otros impresionistas se sentían herederos directos. Los motivos del bosque de Fontainebleau eran inagotables y allí se encontraban los sitios de trabajo preferidos de Renoir y sus amigos. Monet y Renoir pintaban el río Sena, cerca del puente de Chatou, allí donde, en medio de una multitud de islotes, en La Grenouillère, Alphonse Fournaise abrió el restaurante que se convirtió en uno de los lugares predilectos de los futuros impresionistas. Con frecuencia Fournaise rechazaba el pago de Renoir. En 1863, los hermanos Goncourt mencionaron en su Diario el albergue de Marlotte con su sala vulgar pintada sin gusto, sitio que Renoir representó luego hacia 1866 en El cabaret de la mère Anthony.
Datan de la misma época El matrimonio Sisley (1868) y el Retrato de William Sisley (1864), padre del artista. Renoir y Bazille se pintaron recíprocamente en el taller que compartían. Renoir representaba con frecuencia a Jules le Cœur, a quien en ocasiones visitaba en Marlotte. Algunos especialistas de la obra del impresionista consideran incluso que el personaje de pie en El cabaret de la mère Anthony no es Sisley, como se cree habitualmente, sino Le Cœur.

#### Lise Tréhot: su primera musa

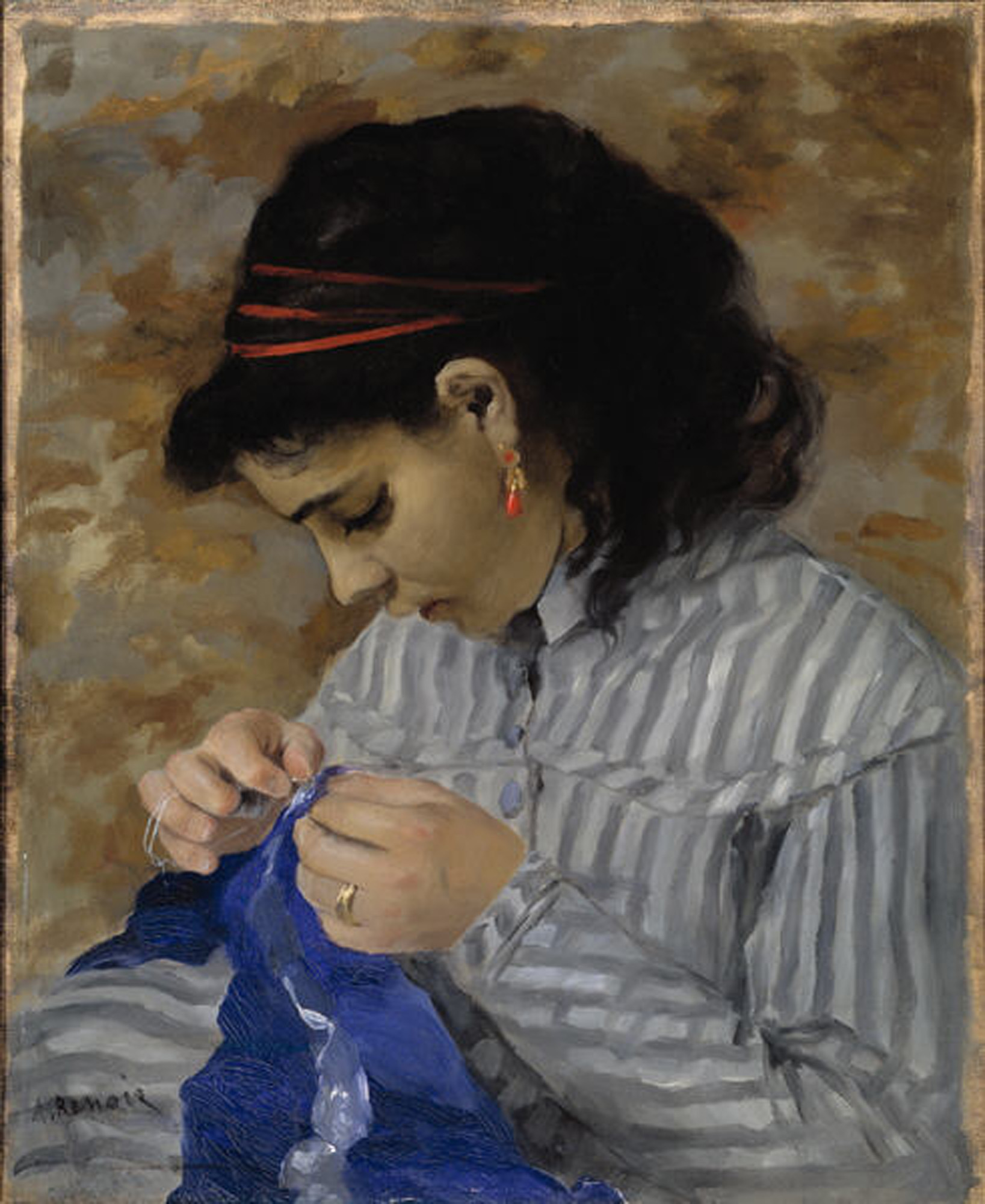
Lise cosiendo (1866), Museo de Arte de Dallas

Le Cœur consiguió para Renoir una serie de pedidos de retratos que terminarían convirtiéndose en su principal fuente de ingresos. Sin embargo, el que quizá haya sido el impacto más importante de Le Cœur con respecto a la obra de Renoir consistió en que fue a través de él que el artista conoció a su primera musa, Lise Tréhot, hermana de la amiga de Le Cœur.
Lise posó para el pintor entre 1865 y 1872, se convirtió en su amiga y en el primer modelo de ese mundo particular que el artista comenzaba a crear. Lise llegó a erigirse como el canon de belleza femenina para el Renoir de ese entonces. Renoir debía poseer un auténtico don de la puesta en escena ya que todos sus cuadros posteriores evocan un espectáculo teatral. Durante su juventud, cuando Lise era su única actriz, intentó capturar en sus propios lienzos las experiencias artísticas de todos sus maestros, desde el período clásico hasta el arte moderno. La apoteosis de esta etapa fueran las obras pintadas con el espíritu de Delacroix. Fue justamente gracias al legado del gran romántico que la generación de artistas a la que Renoir pertenecía asimiló las adquisiciones de sus precursores.
En 1870, pintó Odalisca (Mujer de Argel). Para ello, vistió a Lise con sedas finas y un brocado oriental centellante de oro, cubrió su cabellera con un plumaje naranja y la rodeó de lujosos tapices. Dos años después, en 1872, el artista retomó el tema, pero el nombre que dio a su obra designaba su objeto con suma sinceridad: Interior de harén en Montmartre (Parisinas vestidas como argelinas). Lise posó nuevamente para dicho cuadro, pero por última vez. El mismo año, contrajo matrimonio con el arquitecto Georges Brière de l’Isle, amigo de Le Cœur.
Antes de conocer a Lise, en 1864, había expuesto uno de sus cuadros en el Salón, en el Grand Palais. En él se mostraba a Esmeralda, personaje de la célebre novela de Víctor Hugo Nuestra Señora de París, bailando con su cabra alrededor de una fogata que iluminaba todo un pueblo de pícaros. Renoir destruyó la obra inmediatamente después de la exposición. Al año siguiente, se expusieron en el salón el Retrato de William Sisley y un paisaje. Por lo general, las obras de los futuros impresionistas no eran admitidas en el Salón, pese a las peticiones hechas al jurado por Camille Corot y Charles-François Daubigny, paisajistas de la vieja generación. Sin embargo, Renoir no sentía desprecio por el Salón. En 1867, el jurado rechazó Diana cazadora. En cambio, Lise con sombrilla fue exhibida allí en 1868. También La bañista con el grifón y Odalisca (Mujer de Argel) se hicieron de un lugar en el Salón en años subsecuentes.

### Madurez

#### Guerra franco-prusiana y la Sociedad Cooperativa

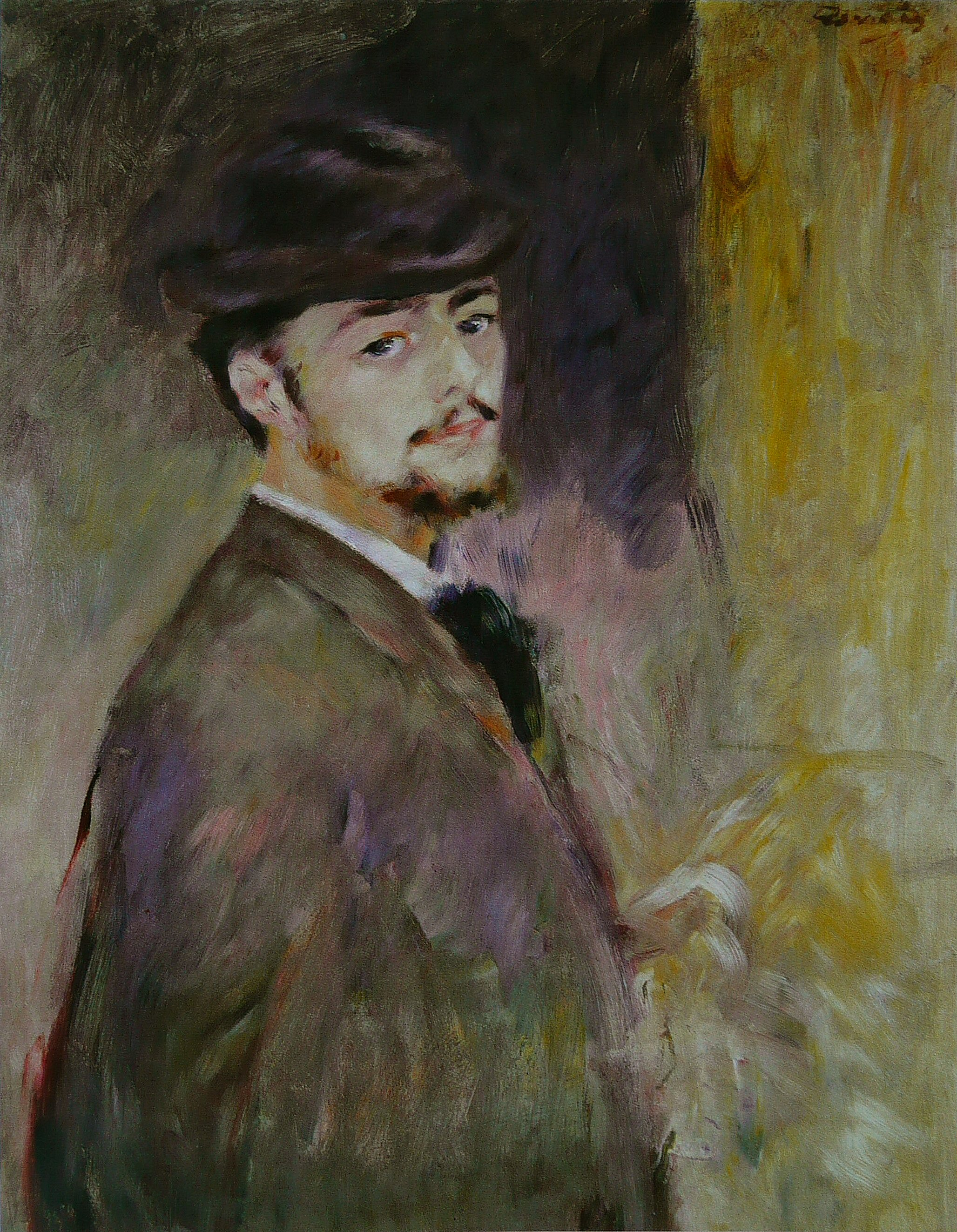
Autorretrato (1876)

El 18 de julio de 1870, la tranquilidad de la vida cotidiana conoció un abrupto final: Francia entró en guerra con Prusia. Renoir, que nada sabía sobre caballos, fue destinado a la caballería y enviado al depósito de remonta, primero en Burdeos y luego en Tarbes. El capitán de la caballería estaba muy satisfecho con los progresos del pintor. Su hija era una apasionada de la pintura y el artista le daba clases y, a su vez, pintaba su retrato. Sin embargo, este idilio terminó tristemente pues Renoir enfermó de gravedad y pasó un tiempo en el hospital de Burdeos. En marzo de 1871, fue desmovilizado y regresó a París, al Barrio Latino, donde antes de la guerra tenía arrendado un departamento con Bazille y luego con Edmond Maître, músico y amante de la pintura. Allí supo de la muerte de Bazille, que le afectó más que la guerra en sí misma. La etapa del Renoir jinete encontró una prolongación en su obra. En 1873, pintó Paseo a caballo en el bosque de Boulogne.
El Salón oficial rechazó su cuadro, que sería finalmente expuesto en el Salón de los Rechazados, organizado detrás del Grand Palais. Este episodio acabó con las ilusiones de Auguste Renoir respecto de un posible compromiso con el Salón oficial, principalmente porque es en ese período que madura en él y entre sus camaradas la convicción de la necesidad de oficializar su pintura con una exposición propia. La unión de los artistas, con la que ya habían fantaseado Bazille y Pissarro a fines de la década de 1860, finalmente se concretó.
El persistente rechazo sufrido por Renoir y sus camaradas por parte del jurado Salón oficial les dificultaba vender sus obras. Debían exhibir sus cuadros en algún lado, pero no tenían en dónde. El afamado fotógrafo Gaspard-Félix Tournachon les prestó el lugar que necesitaban para exponer en el número 35 del Bulevar de las Capuchinas. Los amigos decidieron llamar a su asociación «Sociedad Anónima Cooperativa de Artistas, Pintores, Escultores, Grabadores, etc.». Acordaron que cada miembro de la sociedad contribuiría con la décima parte de los ingresos obtenidos por la venta de sus obras.

#### La primera exposición impresionista
Primera exposición impresionista (1874)

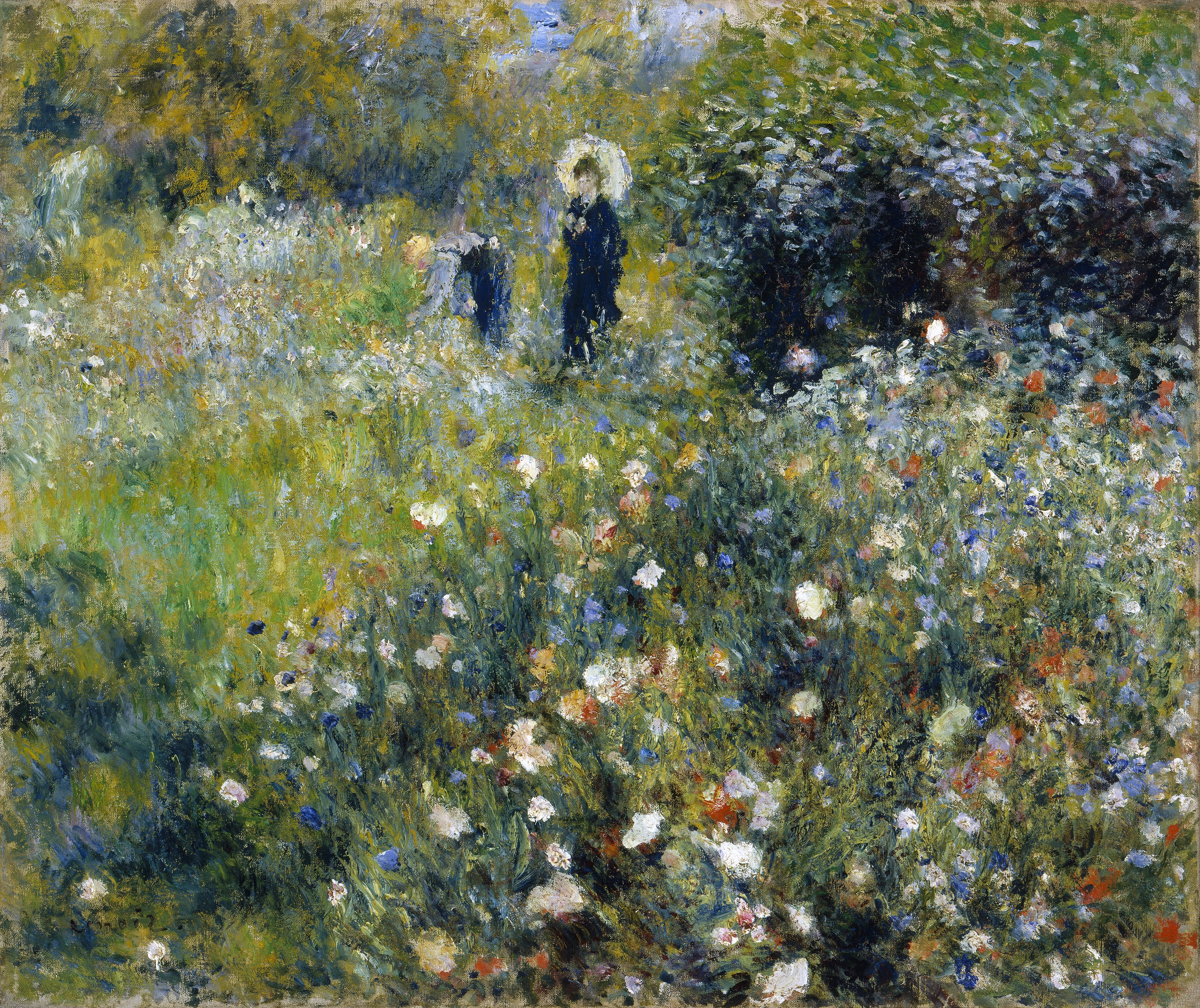
Mujer con Sombrilla en un Jardín (1875), óleo sobre lienzo, Museo Thyssen-Bornemisza

Deseaban reunir la mayor cantidad de participantes posible para la exposición. Edgar Degas envió invitaciones a James Tissot y Alphonse Legros, ambos artistas franceses radicados en Londres, para que expusieran con ellos. También Manet fue invitado, pero rechazaría la propuesta. De acuerdo a cierta versión, Manet habría expresado que no expondría nunca junto a Paul Cézanne, pero Renoir planteaba el asunto de manera algo distinta: según él, Manet no encontraba razón para exhibir su trabajo con ellos, los jóvenes, siendo que su obra sí era aceptada en el Salón oficial. Finalmente ni Manet, ni su amigo Fantin-Latour, ni Tissot, ni Legros participaron en la exposición. A pesar de ello, el grupo de amigos logró convocar a veintinueve artistas, que presentaron 165 obras.
Si bien la mayoría de los críticos europeos y estadounidenses se burló de la exposición, llegando a calificarla de «cómica» y a incriminar a sus participantes de querer declarar la guerra a la belleza, sus repercusiones fueron particularmente reverberantes. Aunque no tuvo éxito comercial, la imagen de cada impresionista comenzaba lentamente a perfilarse. Renoir exhibió seis cuadros y un pastel. La bailarina, La parisina (o La dama de azul), grandes telas para las que había posado Henriette Henriot, actriz del Odeón, y El palco ―también llamado El proscenio― captaron la atención del público. En esta última obra, Nini se convirtió en la representación del retrato de Renoir: ninguna alusión a su situación, a su carácter o a su humor, solo el encanto de su piel de porcelana, de sus labios sutilmente maquillados y de su elegante vestido, en suma, de la gracia fugitiva de la parisina.

#### Montmartre y nuevas amistades
La primera exposición de los impresionistas coincidió con el momento de afirmación de la visión de pintor de Renoir. Esta etapa de su vida estuvo marcada por un suceso significativo: en 1873, se mudó a Montmartre, en donde residiría hasta 1884 en el número 35 de la calle Saint-Georges. El artista sería fiel a ese barrio hasta el fin de sus días, pues allí encontraría sus motivos al aire libre, sus modelos e incluso su familia. También fue por esos años que Renoir forjó nuevas amistades que conservaría por el resto de su vida. El marchante Paul Durand-Ruel fue una de ellas. Comenzó a comprar sus obras en 1872 y, si bien en ocasiones se encontraba al borde de la quiebra, nunca abandonó a los impresionistas a su suerte. Cuando carecía de los medios para comprar sus cuadros, ayudaba a Renoir entregándole cierta cantidad de dinero al mes.
En 1875, en una infructífera venta llevada a cabo en el Hotel Drouot en la que participaron Renoir, Monet, Sisley y Berthe Morisot, un funcionario de la Dirección de Aduanas llamado Victor Chocquet compró algunos cuadros de Renoir. De esta manera comenzó otra larga amistad. Chocquet le encargó de inmediato el retrato de su esposa. El funcionario fue uno de los primeros en percibir que Renoir y sus camaradas eran los herederos directos del arte del siglo XVIII. Por su parte, Renoir consideraba a Chocquet el más grande coleccionista de arte de todo el país.

Baile en el Moulin de la Galette (1876), Museo de Orsay, París

Los años vividos en Montmartre, alrededor de la década de 1870, probablemente hayan sido los más dichosos en la vida artística de Renoir. El jardincito descuidado en las cercanías de su taller de la calle Cortot, arrendado en 1875, le proporcionó más de un motivo al aire libre que promovieron la realización de sus mejores pinturas de esta etapa. El mismo jardín, en donde regularmente se encontraba con algún amigo suyo, se convirtió en objeto de representación en su cuadro El jardín de la calle Cortot en Montmartre. Allí pintó El toldo, El columpio y Baile en el Moulin de la Galette, una de sus telas más célebres. Renoir halló su fuente de inspiración justo al lado de su casa, sobre la misma calle Cortot, en el restaurante del Moulin de la Galette.
En Montmartre el artista conoció a Anne, que se convertiría en su modelo en numerosos lienzos; a Angèle, que lo ayudó a arrendar el jardín en el que se hallaba el columpio pintado en el cuadro del mismo nombre; y, por último, a Margot que apareció por primera vez en Baile en el Moulin de la Galette, en donde se la ve bailando con un español alto, Pedro Vidal de Solares y Cárdenas, otro amigo de Renoir. Más adelante, Margot posaría para toda una serie de lienzos, entre los que sabe destacar La taza de chocolate, aceptada en el Salón en 1878, con el título de Café. Aquejada por una enfermedad incurable, Margot falleció en 1879 y su deceso causó un profundo impacto en el pintor.

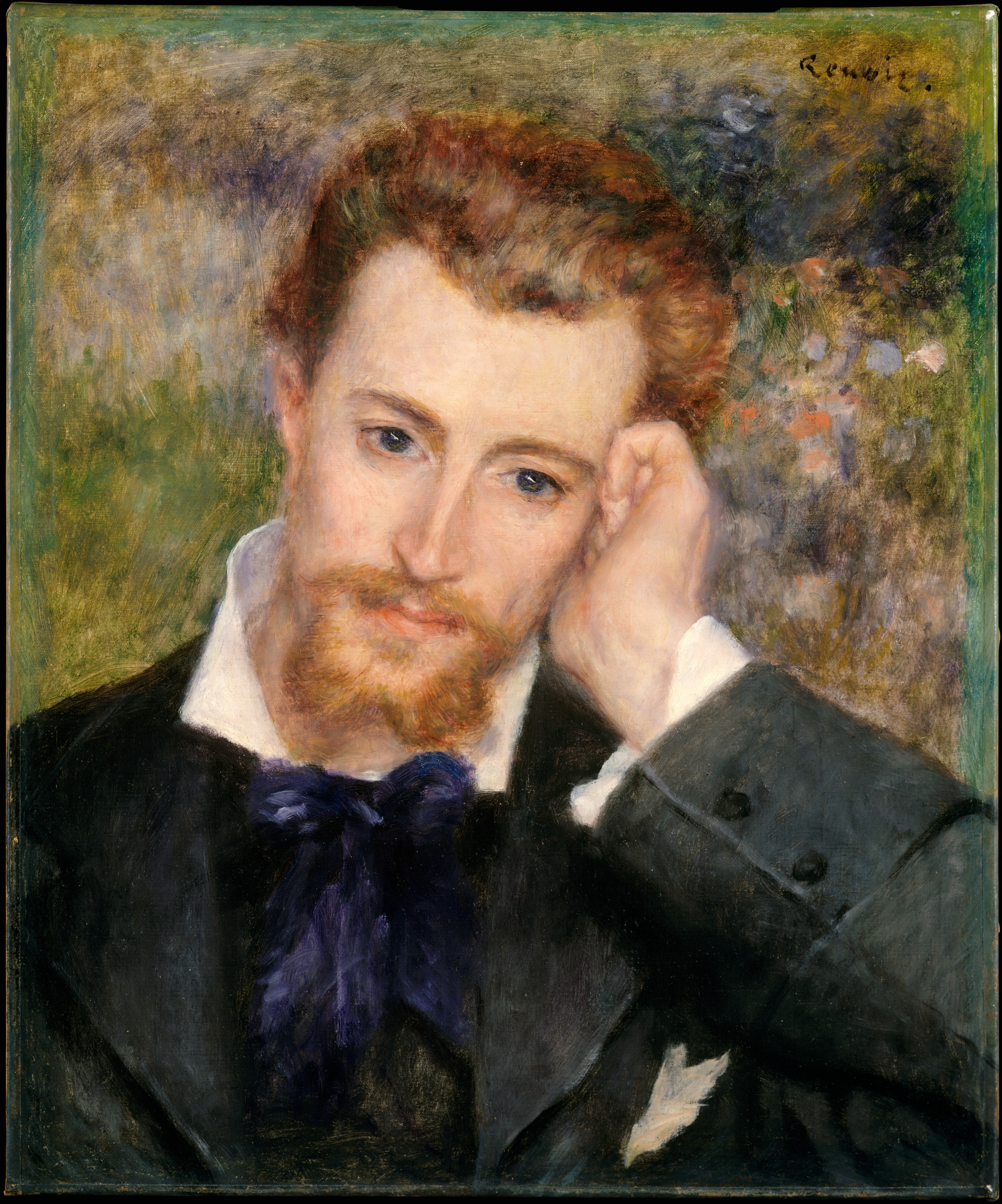
Retrato de Eugène Murer (1876), Museo Metropolitano de Arte, Nueva York

En 1876, en ocasión de la segunda exposición de los impresionistas, Renoir exhibió principalmente retratos, debido a que era justamente con ellos que el artista intentaba ganarse la vida. Sus amigos le presentaban a potenciales clientes. Junto a algunos viejos aficionados a su trabajo, comenzaron a comprar sus cuadros financieros como Henri Cernuschi y Charles Ephrussi. Eugène Murer, dueño de un restaurante sobre el bulevar Voltaire, encargó a Renoir y a Pisarro la tarea de pintar su sala. Cada miércoles, un gran grupo de artistas cenaba gratis en su restaurante. Asimismo, consignó a Renoir retratos, entre ellos el suyo y el de su hermana. En septiembre de 1876, fue invitado por el escritor Alphonse Daudet a pasar un mes en su residencia de Champrosay, donde Renoir retrató a la también escritora Julia Daudet.
En 1879, el pintor conoció al diplomático Paul Bérard, que también se convirtió en su amigo y mecenas. En 1877, en la tercera exposición de los impresionistas, Renoir expuso más de veinte obras, entre las que se encontraban paisajes pintados en París, a orillas del Sena, fuera de la ciudad y en el jardín de Monet, estudios de rostros, de mujeres y de ramos de flores, los retratos de Sisley, de la actriz Jeanne Samary, del escritor Alphonse Daudet y del político Eugène Spuller, El columpio y Baile en el Moulin de la Galette. En las etiquetas de algunos de estos cuadros se podía leer: «Propiedad de Georges Charpentier». La vinculación de Renoir con la familia Charpentier jugó un papel determinante en su destino. El artista trabajó asiduamente para satisfacer los pedidos de los Charpentier.

#### Aline Charigot: su futura esposa

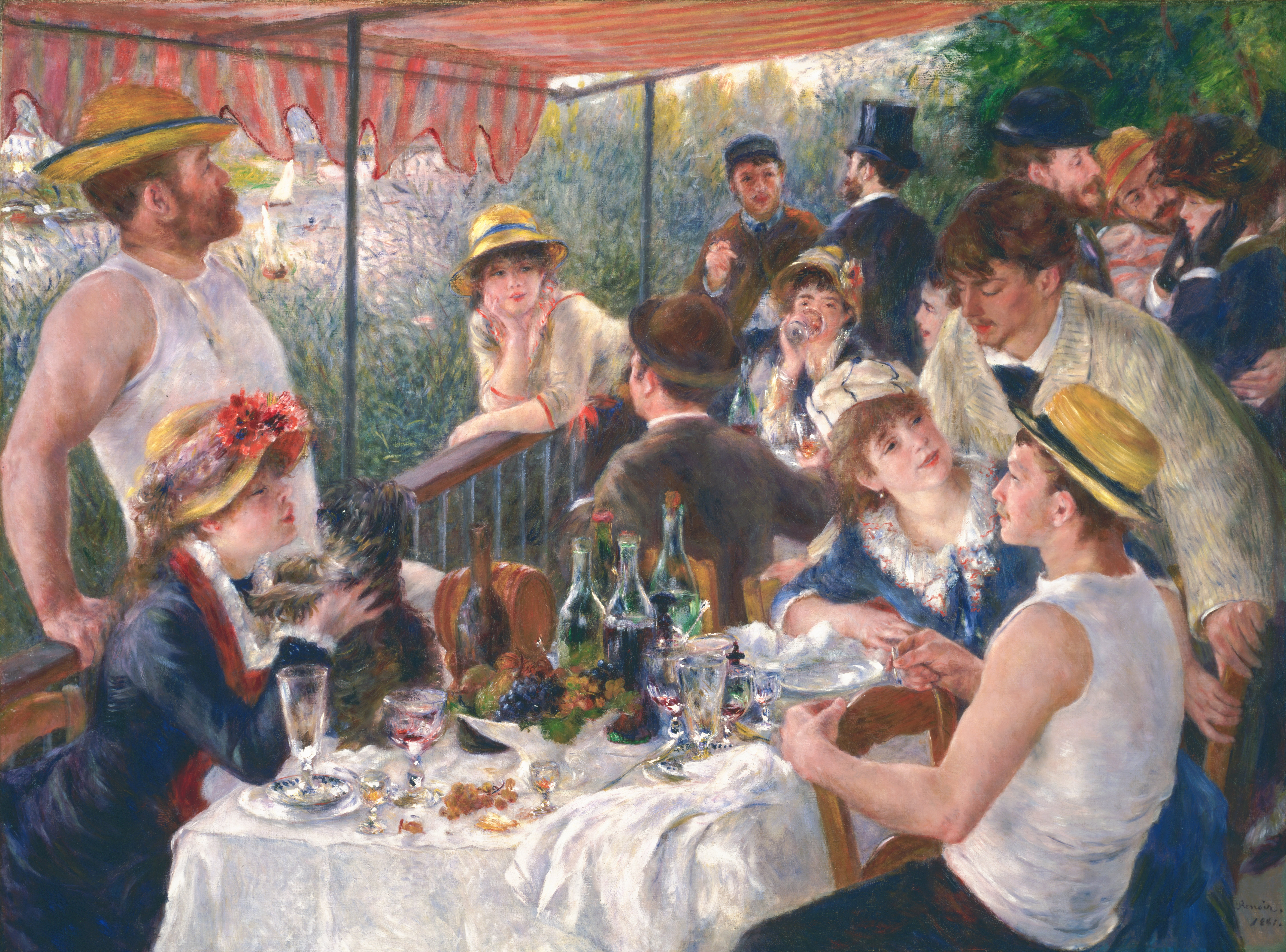
Almuerzo de remeros. Óleo. 1881, Washington, Colección Phillips. La mujer que juega con el perrito es Aline Charigot, su futura esposa.

Para la séptima exposición de los impresionistas en 1882, Renoir expuso veinticinco lienzos gracias a la iniciativa de Paul Durand-Ruel, quien le prestó sus propios cuadros. Ese mismo año, el pintor comenzó a preocuparse por perder el éxito que había alcanzado en los Salones, pues ahora tenía una familia que mantener. La historia de su matrimonio había comenzado alrededor del año 1880. Por esas fechas, aparece cada vez más frecuentemente en los dibujos y pinturas de Renoir el rostro de una joven de mejillas redondas y nariz ligeramente respingona. En ocasiones, el rostro se deja ver entre la muchedumbre de la plaza Clichy, dejando una sensación de fugaz felicidad. Otras veces, su presencia se adivina en la imagen de la muchacha pelirroja leyendo, o bien en la flexible silueta de una joven subiéndose a una barca. En El almuerzo de los remeros, de 1881, la joven aparece representada de perfil en la parte inferior izquierda del lienzo, con un sombrero adornado con flores a la moda y sosteniendo un pekinés entre ambas manos.
Su nombre era Aline Charigot; en 1880 tenía 21 años. Renoir la conoció en la cremería de la señora Camille, frente a su casa, sobre la calle Saint-Georges. Aline vivía con su madre justo al lado y se ganaba la vida como costurera. La mutua atracción entre ellos era evidente. Jean Renoir afirmaba que su padre había comenzado a pintar a su madre mucho antes de conocerla. En efecto, en numerosos cuadros, como La primera salida (1876-1877), su modelo era similar a Aline. A sus cuarenta años, el artista parecía haber encontrado una nueva juventud.

#### Viajes y reconocimiento internacional

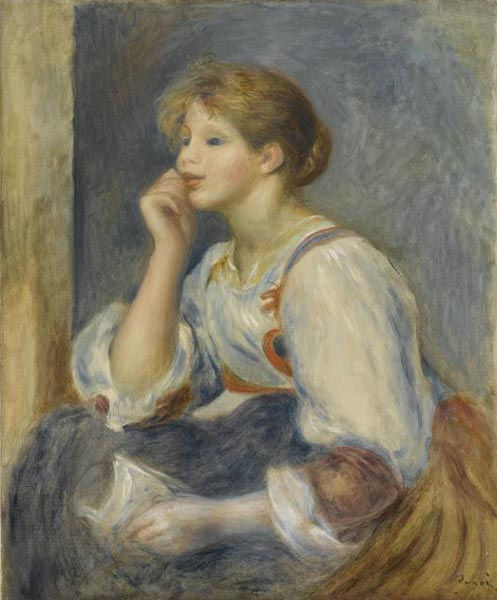
Mujer con carta (1890)

En 1881 y 1882, Renoir cambió muchas veces de lugar de trabajo, los que quedarían plasmados en sus pinturas como paisajes. Continuaría pintando sobre las márgenes de Sena, en Chatou y en Bougival, sitios tan apreciados por él que lo llevaron a rechazar la invitación del crítico Thédore Duret para viajar a Inglaterra. Sin embargo, en 1881 visitó Argelia por primera vez acompañado por Frédéric Samuel Cordey. De allí trae El campo de plátanos y La fiesta árabe. Luego, viajó a Italia, también por primera vez, en donde conoció Milán, Venecia y Florencia. De regreso en el sur de Francia, Renoir trabajó con Cézanne, pero contrajo gripe y neumonía en L’Estaque. Una vez curado, regresó a Argelia en marzo de 1882. En mayo de ese año, siempre con Aline en mente, volvió a París. Fue el comienzo de una nueva etapa en su vida. La manutención de una familia exigía medios, pero felizmente su trabajo rendía frutos: recibía muchos encargos de retratos.
Entre sus clientes figuraba su viejo amigo Paul Durand-Ruel. El marchante le consignó los retratos de sus cinco hijos, tres paneles con el tema de la danza y murales en su residencia. En 1883, en el bulevar de la Madeleine, Durand-Ruel montó la primera exposición exclusivamente dedicada a Renoir, en la que se expusieron setenta obras. A pesar de no haber sido muy exitoso en la venta de las pinturas de los impresionistas, el marchante decidió abrir una galería en Nueva York. Durante la década de 1880, Renoir conoció al fin el éxito. Trabajó en los encargos de adinerados financieros, entre los que se encontraban la propietaria de los Grandes Almacenes del Louvre y el senador Étienne Goujon. Sus pinturas se exhibieron en Londres, Bruselas y en la Séptima Exposición Internacional de Georges Petit (1886).
Por aquellos años, el artista viajó mucho. Con frecuencia pintaba en las playas de Normandía. Recorrió las islas de Guernsey y Jersey junto a Aline y Paul Lhote. En marzo de 1885, nació Pierre, su primer hijo. Pagó al médico que asistió el parto pintando flores en las paredes de su departamento. En otoño, los Renoir partieron a Essoyes, en Champaña-Ardenas, la aldea natal de Aline, en donde Renoir realizó varios esbozos de la madre de su hijo amamantando. Un año más tarde, pintó a partir de ellos Maternidad (Aline y Pierre).

#### El período ingresco

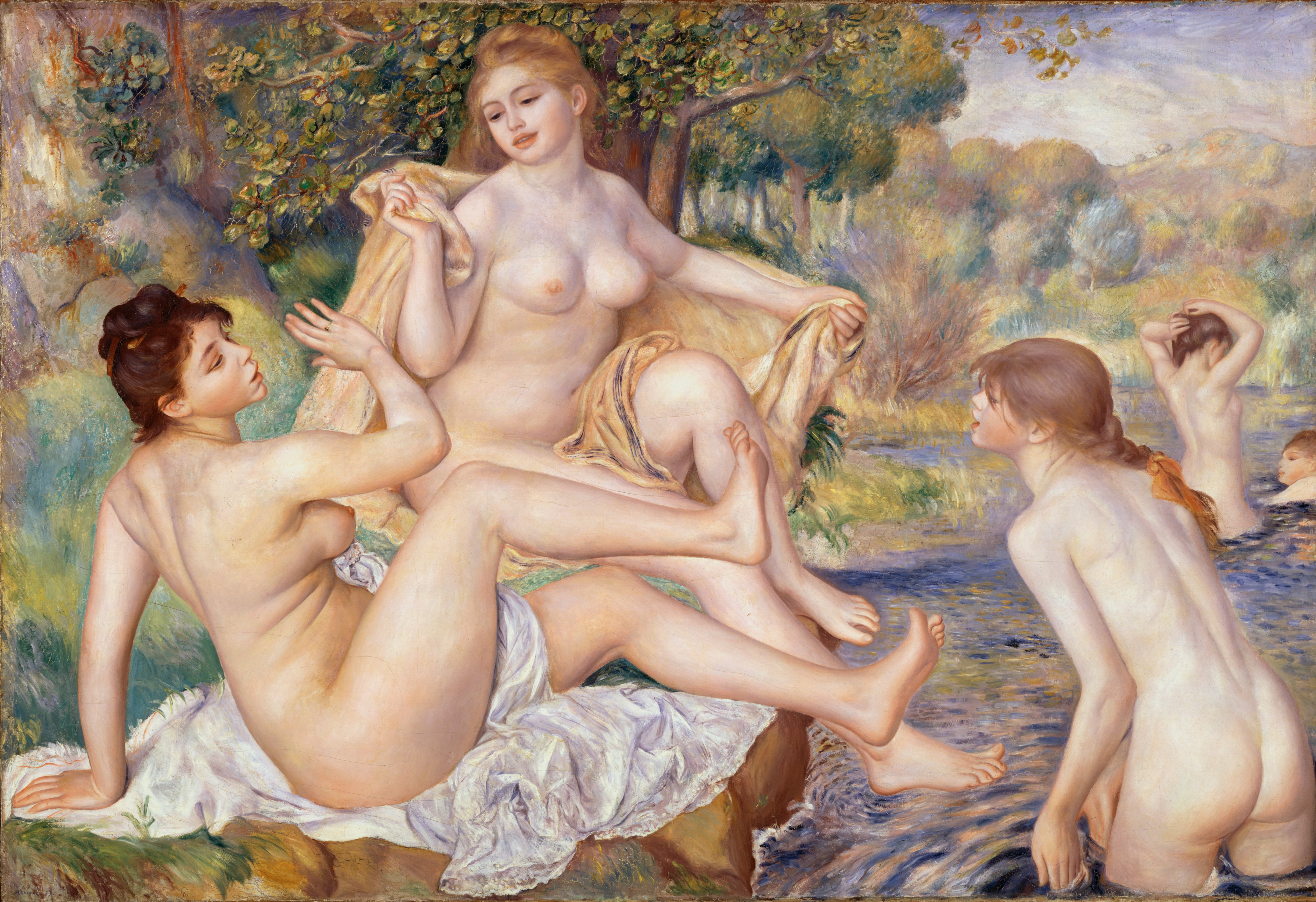
Las grandes bañistas (1884-1887)

En la vida artística de Renoir, la década de 1880 resultó agitada. En sus conversaciones con Ambroise Vollard, mencionaba aquella sensación de callejón sin salida que había surgido hacia 1883. Su insatisfacción con respecto a la antigua manera impresionista llevó al pintor a adoptar un nuevo estilo. Sentía que no sabía ni pintar ni dibujar. Deprimido, destruyó toda una serie de lienzos. En esta difícil etapa, Jean-Auguste-Dominique Ingres acudió en su auxilio. La obra de Renoir durante esta década se enmarca dentro de lo que comúnmente se conoce como el «período ingresco». Se trata de una tendencia perceptible en todos sus cuadros de esta etapa: un dibujo más limpio y un trazado de mayor precisión, con una clara plasticidad, así como el empleo de colores locales. De algún modo, esta tendencia se deja ver ya en El almuerzo de los remeros y aún más en Maternidad y en Los paraguas. Este último cuadro, pintado en dos momentos distintos ―comenzado en 1881 y finalizado en 1885― atestigua la evolución del estilo del artista: suave e impresionista en la parte derecha, duro y lacónico en la parte izquierda.
En Normandía, en 1884, Renoir pintó el retrato de las tres hijas de Paul Bérard: La tarde de los niños en Wargemont. Dejando de lado la pureza de la línea y de la forma típica de Ingres, este lienzo posee el carácter propio del Renoir de este período. Su gama de azules y rosas remite a la pintura rococó y al siglo XVIII. Se inspiraba en Jean-Honoré Fragonard y Antoine Watteau, cuya pintura había admirado desde su infancia. Su gran composición En el jardín, de 1885, marcó su despedida de la fiesta permanente de La Grenouillère y del Moulin de la Galette. Dejó atrás la pincelada temblorosa y las vibraciones de la luz y de la sombra. En el nuevo cuadro de Renoir, todo es sereno y estable.

#### Matrimonio

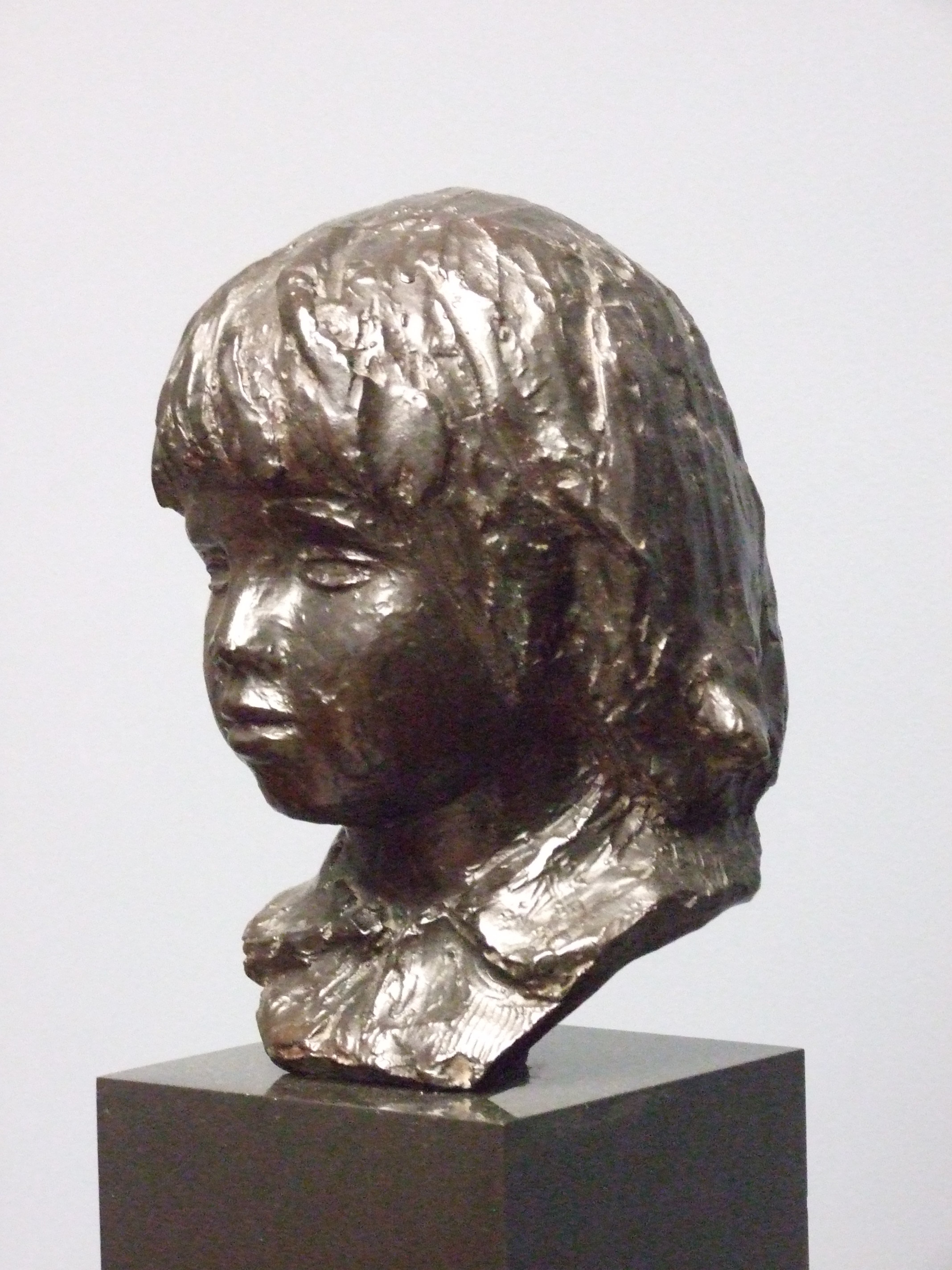
Auguste Renoir, Busto de Coco (1908), Fráncfort del Meno, Museo Städel.

El 14 de abril de 1890, el artista contrajo matrimonio con Aline en el ayuntamiento del IX Distrito de París. Jean, el segundo hijo de la pareja, nació en 1894. Gabrielle Renard, una prima de Aline, viajó de Essoyes a la capital francesa para ayudarles con las tareas domésticas. Llegó a la casa de los Renoir cuando Pierre ya era mayor, por lo que su principal preocupación fue Jean. Los habitantes de Montmartre se acostumbraron a ver a Gabrielle llevando a Jean sobre su espalda. Más adelante, se convertiría en una de las modelos predilectas del artista.

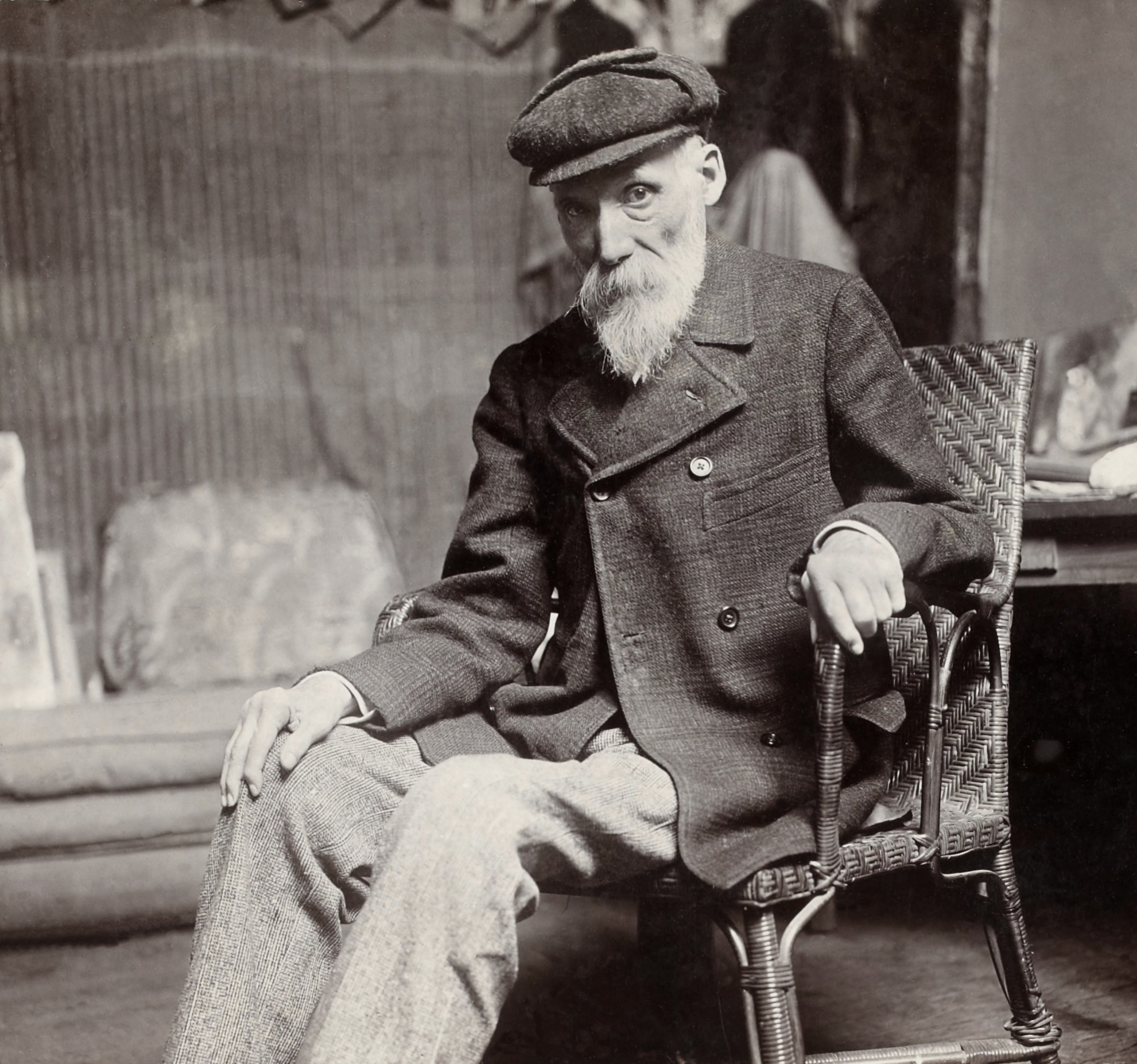
Pierre-Auguste Renoir, ca. 1910

El pintor nunca disfrutó de muy buena salud. En sus cartas se encuentran frecuentes menciones a enfermedades respiratorias, que lo mantuvieron largo tiempo postrado en la cama. En 1888, en Essoyes, tuvo su rostro parcialmente paralizado a causa de una neuralgia. En aquel mismo lugar, un día de lluvia en el verano de 1889, Renoir cayó de su bicicleta y se fracturó el brazo derecho. Afortunadamente, como consecuencia de una fractura anterior, el artista ya había aprendido a pintar con la mano izquierda. Sin embargo, en esta ocasión aparecieron dolores que dificultaban su trabajo. El médico de la familia le diagnosticó un reumatismo incurable desencadenado por la caída. A lo largo de los últimos veinte años de su vida, Renoir debió sufrir permanentes dolores. Así y todo, a pesar de la fragilidad de su estado, su fantástica sed de vida y pasión creadora no se apagaban.
Durante esas mismas dos décadas, Renoir vivió también algunas grandes alegrías. En 1901, nació Claude, su tercer hijo, que tomaría el lugar de Jean, ya crecido, como modelo. En 1900, fue nombrado Caballero de la Legión de Honor y más tarde, en 1911, Oficial. París, Londres y Nueva York fueron escenarios de exposiciones que coronaron el triunfo de su pintura. En 1904, en la Segunda Exposición del Salón de Otoño le fue dedicada una sala completa.

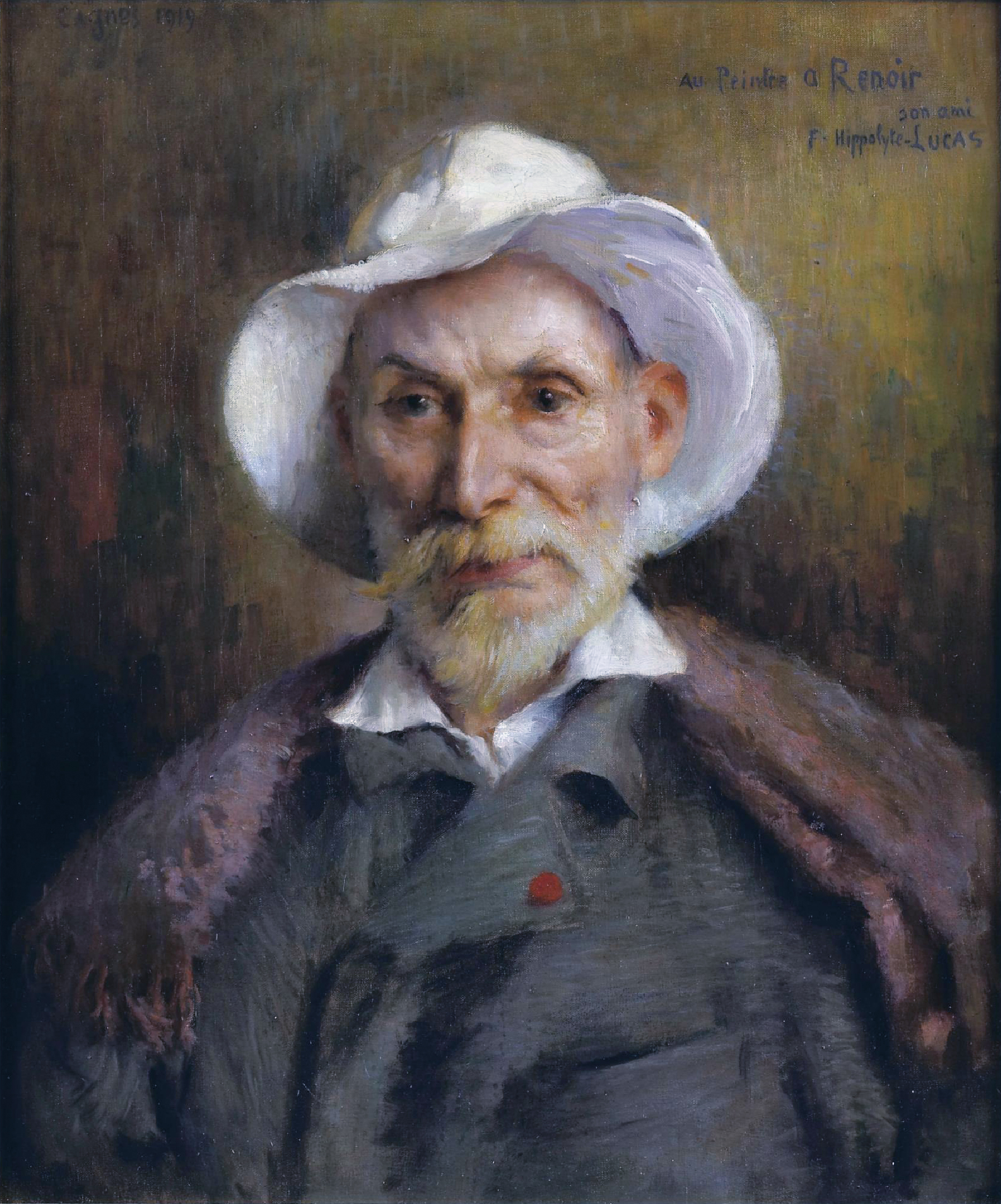
Retrato de Renoir por Marie-Félix Hippolyte-Lucas (1919)

Por aquellos años, la familia viajaba del bulevar de Rochechouart en París a la costa mediterránea y a pequeños pueblos del sur de Francia en busca de condiciones climáticas que beneficiaran la salud del artista.

#### Traslado al Midí
En 1903, se trasladó con su familia a Cagnes-sur-Mer, ya que el clima de la región era más favorable a su estado de salud. Después de haber conocido varias residencias en el casco antiguo, Renoir adquirió el Domaine des Collettes, en una ladera al este de Cagnes, para salvar los venerables olivos cuya sombra admiraba y que un potencial comprador amenazaba con destruir. Aline Charigot hizo construir allí la última casa de su marido, donde pasaría sus últimos días bajo el sol del sur, bien protegido por su inseparable sombrero. Vive allí con su esposa Aline y sus hijos, así como con sus sirvientes, a menudo también con muchos amigos, que lo ayudan en su vida cotidiana, preparan sus lienzos y sus pinceles. Las obras de este período son esencialmente retratos, desnudos, bodegones y escenas mitológicas. Sus pinturas son brillantes, su material pictórico más fluido, gana en transparencia. Cuerpos femeninos redondos y sensuales brillan con vida. Pero el reumatismo deformante lo obligó paulatinamente, hacia 1905, a dejar de caminar. En su propiedad pintaba en un estudio que erigió en su jardín en 1916, pocos años antes de su muerte.
Renoir es ahora una personalidad importante en el mundo del arte occidental, expone en toda Europa y Estados Unidos, participa en los Salons d'Automne de París. La libertad material que adquirió no le hizo perder el sentido de la realidad y su gusto por las cosas sencillas, siguió pintando en el universo rústico del Domaine des Collettes. Prueba nuevas técnicas, y en particular se dedica a la escultura, animado por el marchante de arte Ambroise Vollard, aunque sus manos están deformadas por la artritis reumatoide.
El pintor Lucien Mignon fue íntimo amigo de Renoir en Cagnes-sur-Mer y estuvo influido por su estilo. También tuvo como amigos cercano a Ferdinand Deconchy.

#### Últimos años
Gabrielle seguía posando para el pintor, así como otras modelos que se habían vuelto casi parte de la familia. Una de sus últimas modelos sería una joven pelirroja llamada Andrée, con quien Jean se casaría más tarde, tras la muerte de su padre. En los últimos años de su vida, Renoir abrazó la idea de una gran composición hecha de desnudos. En 1887, había terminado su cuadro Las grandes bañistas, cuyo estilo, uno poco duro a la manera de Ingres, es característico de su trabajo en aquel momento. Aparecen desnudos femeninos en Gran desnudo (Desnudo sobre los almohadones) (1907), Bañista secándose la pierna (hacia 1910), Después del baño (1912), El juicio de Paris (1913-1914), Las bañistas (1918-1919), etc. Con los años, se arraigó en él el gusto por una pintura decorativa, inspirada en los grandes italianos.
En 1915, la muerte de Aline sumió a Renoir en la soledad. Sus hijos Pierre y Jean fueron heridos durante la Primera Guerra Mundial. Renoir sigue, a pesar de todo, pintando hasta su muerte en 1919. Habría pedido, en su lecho de muerte, un lienzo y pinceles para pintar el ramo de flores que había en el alféizar de la ventana. Al devolverle los pinceles a la enfermera por última vez, se dice que dijo: “Creo que empiezo a entender algo al respecto."
Renoir falleció víctima de una neumonía en el Domaine des Collettes el 2 de diciembre de 1919, cuando acababa de finalizar su última naturaleza muerta.
En un principio, fue enterrado junto a su mujer en el antiguo cementerio del castillo de Niza y, dos años y medio después, el 7 de junio de 1922, los restos del matrimonio Renoir fueron trasladados al departamento de Aube donde reposaron. ahora en el cementerio de Essoyes, como habían deseado Renoir y su mujer. Desde entonces, Pierre y Jean, y más tarde las cenizas de Dido Renoir, la segunda esposa de Jean, comparten su lugar de entierro.

## Esculturas en colaboración
De 1913 a 1918, en colaboración con Richard Guino, un joven escultor de origen catalán que le presentaron Aristide Maillol y Ambroise Vollard, creó un conjunto de piezas importantes: Vénus Victrix, le Jugement de Pâris, la Grande Laveuse, le Forgeron.
La atribución de estas obras colaborativas fue revisada sesenta años después de su creación, tras un largo proceso iniciado en 1965 por Michel Guino, hijo de Richard y él mismo escultor, que trabajó para dar a conocer la obra de su padre. Después de un análisis minucioso de las piezas, los procesos que rigieron su creación y la audiencia de muchos artistas, Richard Guino fue reconocido como coautor en 1971 por la tercera sala civil del tribunal de París y esto fue establecido definitivamente por el Tribunal de Casación en 1973. El historiador del arte Paul Haesaerts precisa ya en 1947 en Renoir sculpteur: “Guino nunca fue simplemente un actor leyendo un texto o un músico interpretando mecánicamente una partitura […]. Guino se implicó en cuerpo y alma en el acto creativo. Incluso podemos decir con certeza que si él no hubiera estado allí, las esculturas de Renoir no habrían visto la luz del día. Guino era indispensable”. La demanda interpuesta por el hijo de Guino no fue interpuesta “contra” Renoir, reducción que se transmite en ciertos textos o artículos periodísticos que se refieren al “asunto”. Se trataba de contribuir a desvelar la excepcional historia de este proceso de creación para recuperar la aportación original de Guino a la obra escultórica, inicialmente oculta por Vollard. Guino transpone técnicas: pasamos de la pintura de Renoir a la escultura de Guino, el espíritu de la pintura se trasluce en el espíritu de la escultura. Transmutación comprobada entre dos artistas. El fenómeno pudo lograrse gracias a su amistad y su intensa comunidad de puntos de vista. El pintor ante sus lienzos y el escultor trabajando la arcilla de Collettes. Es este punto único y raro lo que caracteriza a estas obras.
Tras haber interrumpido su colaboración con Guino, trabaja con el escultor Louis Morel (1887-1975), originario de Essoyes. Juntos hacen terracotas, dos bailarinas y un flautista. 

## Citas
Para mí, un cuadro debe ser algo amable, alegre y hermoso, sí, hermoso. Ya hay demasiadas cosas desagradables en la vida como para que nos inventemos más.
Pierre-Auguste Renoir (1841-1919)

Mi existencia ha sido exactamente lo contrario de lo que debería haber sido […] Me han representado como un revolucionario a mí, que soy el más chapado a la antigua de todos los pintores.
Pierre-Auguste Renoir (1841-1919)

## Obras destacadas
- El cabaret de la mère Anthony (1866), Museo Nacional de Estocolmo (Estocolmo, Suecia)[10]
- El pintor Jules Le Cœur en el bosque de Fontainebleau (1866), Museo de Arte de São Paulo (São Paulo, Brasil)[8]
- Diana cazadora (1867), Galería Nacional de Arte (Washington D. C., Estados Unidos)[45]
- Lise (Mujer con sombrilla) (1867), Museo Folkwang (Essen, Alemania)[46]
- El matrimonio Sisley (1868), Museo Wallraf-Richartz (Colonia, Alemania)[47]
- En verano (1868), Alte Nationalgalerie (Berlín, Alemania)
- El payaso (1868), Museo Kröller-Müller (Otterlo, Países Bajos)
- La Grenouillère (1869), Museo Nacional de Estocolmo (Estocolmo, Suecia)[48]
- La bañista con el grifón (1870), Museo de Arte de São Paulo (São Paulo, Brasil)[11]
- La señora Clémentine Valensi Stora (La argelina) (1870), Museo de Bellas Artes de San Francisco (San Francisco, Estados Unidos)[49]
- Odalisca (Mujer de Argel) (1870), Galería Nacional de Arte (Washington D. C., Estados Unidos)[50]
- El paseo (1870), J. Paul Getty Museum (Los Ángeles, Estados Unidos)[51]
- Interior de harén en Montmartre (Parisinas vestidas como argelinas) (1872), Museo Nacional de Arte Occidental (Tokio, Japón)[52]
- Mujer semidesnuda acostada: la rosa (hacia 1872), Museo de Orsay (París, Francia)[53]
- Paseo a caballo en el bosque de Boulogne (1873), Kunsthalle de Hamburgo (Hamburgo, Alemania)[54]
- El palco (1874), Courtlaud Institute Gallery (Londres, Reino Unido)[12]
- La parisina (1874), Museo Nacional de Gales (Cardiff, Reino Unido)[55]
- La lectura del papel (1874-1876), Museo de Bellas Artes de Reims (Reims, Francia)[13]
- Los enamorados (hacia 1875), Galería Nacional de Praga (Praga, República Checa)[56]
- Mujer con gato (hacia 1875), Galería Nacional de Arte (Washington D. C., Estados Unidos)[57]
- El toldo (Bajo los árboles del Moulin de la Galette) (hacia 1875), Museo Pushkin (Moscú, Rusia)[58]
- Mujer con sombrilla en un jardín (1875), Museo Thyssen-Bornemisza (Madrid, España)
- Torso, efecto de sol (1875-1876), Museo de Orsay (París, Francia)[12]
- Baile en el Moulin de la Galette (1876), Museo de Orsay (París, Francia)[59]
- El columpio (1876), Museo de Orsay (París, Francia)[60]
- Mujer desnuda sentada (Torso de Anna) (1876), Museo Pushkin (Moscú, Rusia)[61]
- El jardín de la calle Cortot en Montmartre (1876), Carnegie Museum of Art (Pittsburgh, Estados Unidos)[62]
- El primer paso (1876), colección particular[15]
- Estudios de paisajes y desnudos(hacia 1900), Museo Soumaya (Ciudad de México, México).
- Mujer de negro (hacia 1876), Museo del Hermitage (San Petersburgo, Rusia)[13]
- Mujer joven sentada (El pensamiento) (1876-1877), Barber Institute of Fine Arts (Birmingham, Reino Unido)[57]
- La primera salida (1876-1877), National Gallery (Londres, Reino Unido)[61]
- Jeanne Samary (1877), Comédie-Française (París, Francia)[16]
- Jeanne Samary con vestido escotado (1877), Museo Pushkin, Moscú.
- La salida del conservatorio (1877), Barnes Foundation (Merion, Estados Unidos)[63]
- Retrato de la actriz Jeanne Samary (1878), Museo del Hermitage (San Petersburgo, Rusia)[64]
- Paisaje a la orilla del Sena (1879), Museo de Arte de Baltimore (Baltimore, Maryland, Estados Unidos)
- Muchacha dormida con gato (1880), Instituto de Arte Clark (Williamstown, Estados Unidos)[17]
- La plaza Clichy (hacia 1880), Museo Fitzwilliam (Cambridge, Reino Unido)[63]
- El almuerzo de los remeros (1880-1881), Colección Phillips (Washington D. C., Estados Unidos)[65]
- Bañista rubia (1881), Instituto de Arte Clark (Williamstown, Estados Unidos)[66]
- En la terraza (1881), Instituto de Arte de Chicago.
- Los paraguas (1881-1885), National Gallery (Londres, Reino Unido)[67]
- Marie-Thérèse Durand-Ruel cosiendo (1882), Instituto de Arte Clark (Williamstown, Estados Unidos)[68]
- Mujer desnuda en un paisaje (1883) Museo de Orsay (París, Francia)[69]
- La trenza (Suzanne Valadon) (1884-1886), Museum Langmatt (Baden, Suiza)[18]
- Las grandes bañistas (1884-1887), Museo de Arte de Filadelfia (Filadelfia, Estados Unidos)[70]
- Maternidad (Aline y Pierre) (1886), colección particular[71]
- Mujer joven bañándose (1888), colección particular[72]
- Muchacha con margaritas (1889), Museo Metropolitano de Arte (Nueva York, Estados Unidos)[73]
- Muchachas al piano (1892), Museo de Orsay (París, Francia)[69]
- Bañista con cabello largo (1895), Museo de la Orangerie (París, Francia)
- Yvonne y Christine Lerolle al piano (1897), Museo de la Orangerie (París, Francia)[69]
- La durmiente (1897), Colección Oskar Reinhart «Am Römerholz» (Winterthur, Suiza)[20]
- Paisaje de Bretaña (1902)
- Mujer desnuda acostada (1906-1907), Museo de la Orangerie (París, Francia)
- Gran desnudo (Desnudo sobre los almohadones) (1907), Museo de Orsay (París, Francia)[33]
- Busto de Coco (1907-1908)[74]
- Gabrielle con joyas (1910), colección particular[75]
- Bañista secándose la pierna (hacia 1910), Museo de Arte de São Paulo (São Paulo, Brasil)[34]
- Gabrielle con rosa (1911), Museo de Orsay (París, Francia)[76]
- Después del baño (1912), Kunstmuseum Winterthur (Winterthur, Suiza)[35]
- El juicio de Paris (1913-1914), Museo de Arte de Hiroshima (Hiroshima, Japón)[36]
- Las bañistas (1918-1919), Museo de Orsay (París, Francia)[37]

### El cabaret de la mère Anthony(1866)
Es un Óleo sobre lienzo, que se encuentra en la actualidad en el Nationalmuseum (Estocolmo, Suecia). En una gran tela de dos metros de alto, en donde Renoir pintó una escena de la vida real. En la obra, realizada en la casa de la Mère Anthony, se reconoce a Alfred Sisley de pie y a Camille Pissarro de espaldas. El hombre sin barba es Frank Lamy. En el fondo, de espaldas, se puede distinguir a la señora Anthony y en primer plano a la izquierda, a la criada Nana. Se trata de una notable composición: las figuras de la camarera y del hombre sentado, cortadas por los lados de la tela, y el grupo de personajes que forman casi un semicírculo, crean una sensación de espacio real. A partir de entonces, los amigos de Renoir figurarán siempre en sus cuadros. La coloración de su pintura todavía no se ha tornado clara, al estilo de los impresionistas, sino que más bien recuerda a los tonos betunosos de Gustave Courbet o se asemeja a los colores parduzcos del grupo de Henri Fantin-Latour, que a su vez evocan las viejas fotografías del siglo XIX.

### Paseo a caballo en el bosque de Boulogne(1873)
Óleo sobre lienzo, 261 × 226 cm, Kunsthalle (Hamburgo, Alemania). Fue la esposa del capitán Darras, Madame Henriette Darras, la que posó para la figura de la bella amazona y el hijo del arquitecto Charles Le Cœur para la del muchacho montado en el póney. Este cuadro revela dos rasgos típicos del estilo de Renoir. En primer lugar, el artista no pudo resistir el encanto de la parisina, cuya piel no refleja la luz, con la elegancia del velo negro y de la rosa sujeta en el traje del mismo color del velo. En segundo, una gama de colores muy claros funde las figuras del primer plano con el paisaje en un todo armonioso.

### El palco(1874)

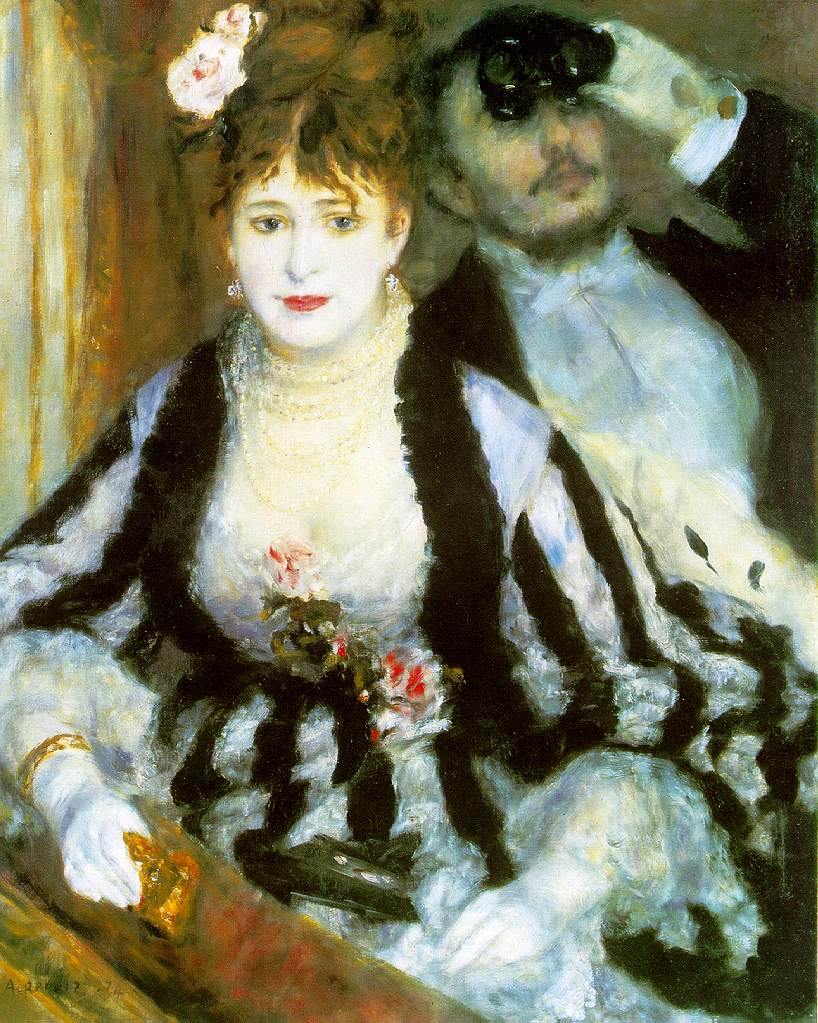
El palco, óleo sobre lienzo,, Courtauld Institute of Art (Londres)

Óleo sobre lienzo, 80 × 63,5 cm, Courtlaud Institute Gallery (Londres, Reino Unido). El crítico de arte Philippe Burty escribió al respecto que «la figura fingida e impasible de la dama, sus manos enguantadas de blanco, una de las cuales sostiene unos gemelos y la otra se ahoga en la muselina del pañuelo, la cabeza y el busto del hombre que se gira, son fragmentos de pintura tan dignos de atención como de elogio.» Renoir esparcía sobre la tela por primera vez una oleada armoniosa y libre de color claro en una composición digna de las lecciones de los maestros clásicos. El cuadro evoca vagas reminiscencias a las composiciones de Caravaggio, pero más aún a El balcón de Édouard Manet. Renoir había aprendido de ellos e hizo su propio camino.

### Baile en el Moulin de la Galette(1876)
Óleo sobre lienzo, 131 × 175 cm, Museo de Orsay (París, Francia). Como siempre, los personajes de su cuadro son amigos cercanos. A la derecha, en la pequeña mesita, se reconoce a Frank Lamy, Norbert Gœneutte y Georges Rivière; entre los bailarines, Lestringuez y Paul Lhote. En el centro, en primer plano, aparecen dos hermanas, Estelle y Jeanne, que Renoir había conocido en Montmartre al igual que la mayoría de sus modelos de esos años. El artista pintó una escena conocida por los habitantes del barrio: la de un baile en el Moulin de la Galette. La vivacidad de su estilo y las manchas de luz y sombra crean una atmósfera alegre y natural. Georges Rivière, en su artículo para el periódico El impresionista, abordó este lienzo desde una perspectiva más bien inesperada:

Ciertamente Renoir tiene todo el derecho de sentirse orgulloso de su Baile: nunca había estado mejor inspirado. Es una página de historia, un precioso monumento de la vida parisina, de una rigurosa exactitud.

Nadie antes que él había pensado en apuntar los hechos de la vida cotidiana en una tela de tan amplias dimensiones; es una audacia cuyo éxito recompensará como se debe. Esta obra tiene, para el futuro, una importancia que nos vemos en la obligación de señalar: es un cuadro histórico.

### Paisaje de Bretaña(1902)
En la obra de Renoir se confirma que viajó por el territorio galo. Es evidente que cada paisaje le daba nuevas posibilidades de creación. Fue Bretaña, región al noroeste de Francia, antes identificada como península Armórica o Tierra del Mar, la que inspiró a Renoir en Paisaje a Bretaña, obra que forma parte del acervo de Museo Soumaya. En la obra el artista utiliza distintos tonos de verde, utilizando ciertos toques de rojo vivo los cuales contrastan de manera armónica en la composición. Su obra es un registro de lo bello de la vida cotidiana.